# Аяважи
Аяважи (пътят на бащата) е дхармическа система от вярвания, която произхожда от южна Индия през 19 век. Цитирана е като независима монистическа религия от вестници, държавни доклади и академични изследвания, но в Индия, по-голямата част от посредователите ѝ се декларират за индуси, затова често Аяважи се смята за Хинду секта.
|  | Тази страница частично или изцяло представлява превод на страницата Ayyavazhi в Уикипедия на английски. Оригиналният текст, както и този превод, са защитени от Лиценза „Криейтив Комънс – Признание – Споделяне на споделеното“, а за съдържание, създадено преди юни 2009 година – от Лиценза за свободна документация на ГНУ. Прегледайте историята на редакциите на оригиналната страница, както и на преводната страница, за да видите списъка на съавторите. ВАЖНО: Този шаблон се отнася единствено до авторските права върху съдържанието на статията. Добавянето му не отменя изискването да се посочват конкретни източници на твърденията, които да бъдат благонадеждни. |